# Амазонская белка
Амазонская белка, или желтобрюхая белка (лат. Microsciurus flaviventer) — вид грызунов рода карликовые белки (Microsciurus).

## Ареал
Обитает в Боливии, Бразилии, Колумбии, Эквадоре и Перу. 

## Образ жизни
Это дневные древесные зверьки, время от времени спускающиеся на землю. Питаются фруктами, млечным соком некоторых деревьев и членистоногими. Амазонские белки ведут одиночный образ жизни, но иногда можно встретить одновременно нескольких особей, кормящихся на одном дереве.
Гнезда устраивает на деревьях на высоте до 3,5 м. Паразитами являются два вида вшей Hopleopleura sciuricola и  Enderleinellus sp, а также клещ Ixodes luciae.

## Подвиды
| Подвиды            | Авторы            | Синонимы              |
| ------------------ | ----------------- | --------------------- |
| M. f. flaviventer  | J. E. Gray (1867) | manarius              |
| M. f. napi         | Thomas (1900)     | avunculus, florenciae |
| M. f. otinus       | Thomas (1901)     | нет                   |
| M. f. peruanus     | Allen (1897)      | нет                   |
| M. f. rubrirostris | Allen (1914)      | rubicollis            |
| M. f. sabanillae   | Anthony (1922)    | нет                   |
| M. f. similis      | Nelson (1899)     | нет                   |
| M. f. simonsi      | Thomas (1900)     | нет                   |